# Tom Larcombe
Tom Larcombe (* 1881 in Argyle County; † 1967 in Campsie (New South Wales)) war ein australischer Radrennfahrer und nationaler Meister im Radsport.

## Sportliche Laufbahn
Larcombe war im Straßenradsport aktiv. 1904 gewann er nationale Meisterschaft im Straßenrennen vor Jack Wright. 1907 gewann er den Titel erneut vor Edward Birch. 1906 siegte er im Rennen Bathurst to Sydney. Zweimal gewann er im Rennen Melbourne to Warrnambool Cycling Classic das „Blaue Band“ für die schnellste Zeit, wurde selbst jedoch nie Sieger des Rennens. Larcombe lebte in Goulburn und nahm regelmäßig an der Goulburn to Sydney Classic teil. 1908 stellte er dort einen Streckenrekord auf.